# California (Falkirk)
Pour les articles homonymes, voir California.
California est un village dans le Falkirk, en Écosse.